# 海口会展中心
海口会展中心（英語：Hainan Exhibition & Convention Center）是一个位于海南海口的展览中心。

## 历史

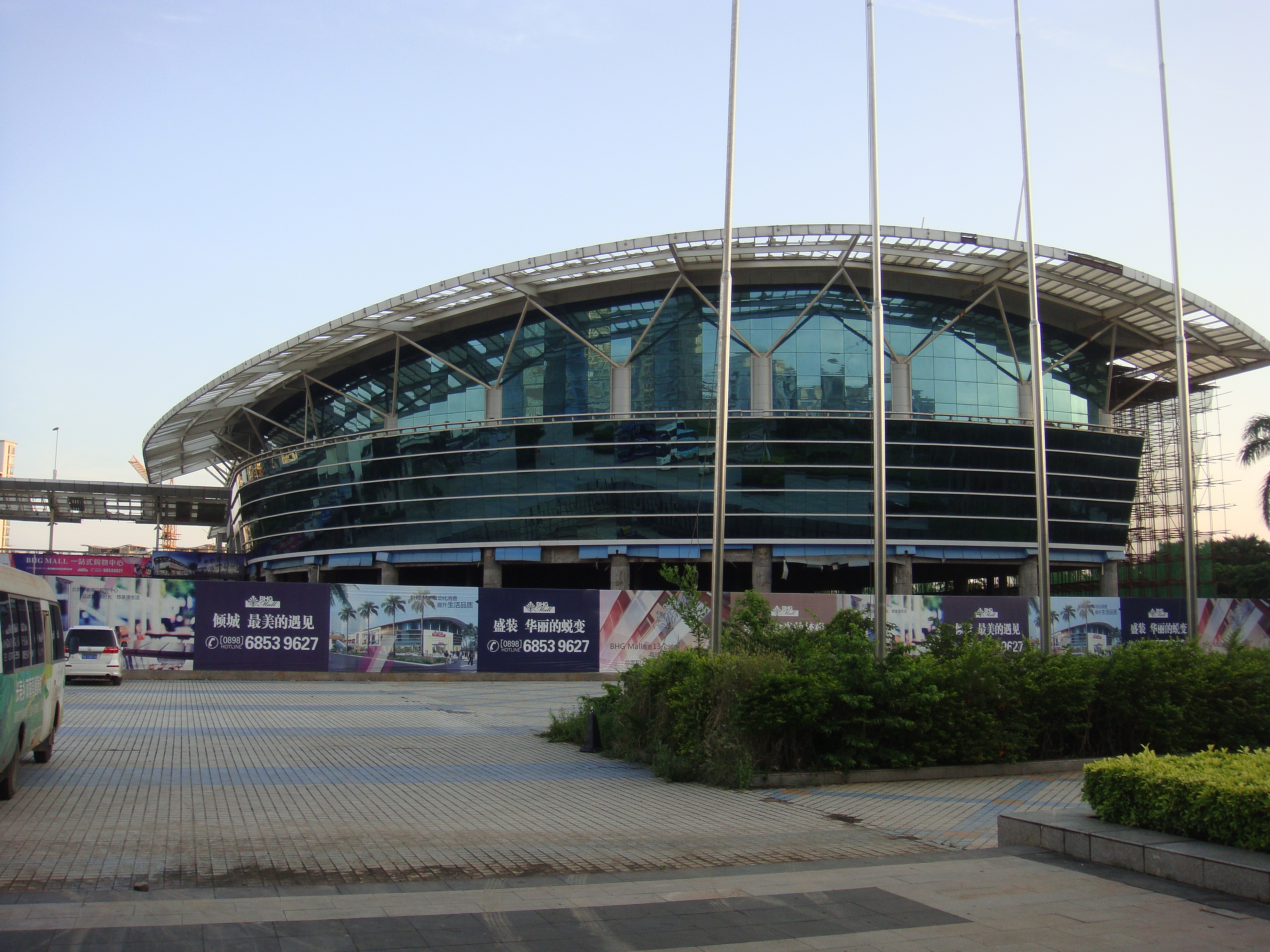
海口会展中心

2002年建成完工，位于海南海口龙华区滨海大道42号，毗邻万绿园和秀英炮台，是当时海南最大的展览馆。但随着新的展览馆海南国际会展中心建成开馆，2015年5月被关闭改造，计划未来修建成为一座商场。